# Lophiostoma desmazieri
Lophiostoma desmazieri är en svampart som beskrevs av Sacc. & Speg. 1878. Lophiostoma desmazieri ingår i släktet Lophiostoma och familjen Lophiostomataceae.   Inga underarter finns listade i Catalogue of Life.